# Moniage
En littérature médiévale, le moniage (terme d'ancien français et de français signifiant « état monastique ») désigne un type de récit satirique où le protagoniste se retire dans un monastère à la fin de sa vie. Cette retraite s'avère souvent riche en rebondissements, et des personnages de Sarrasins et de brigands peuvent intervenir. Le Moniage Guillaume et le Moniage Rainoart en constituent des exemples. 

## Description
Rédigés en ancien français, anonymement, à la fin du 12e siècle, ils ne paraissent plus après cette période : les moines ne composent plus de vies de laïcs convertis. Peu étudiés, ils appartiennent au corpus des romans de chevalerie. D'après le médiéviste Charles de Miramon, ces textes émanent d'un clergé séculier de Cour, hostile au clergé régulier et à la conversion au monachisme à l'âge adulte. Pour Charles de Miramon, qui cherche à étudier leur influence sur les pratiques religieuses, ils prennent donc une valeur subversive et satirique.